# Felip Rodés i Baldrich
Felip Rodés i Baldrich (l'Hospitalet de Llobregat, Barcelonès 1878 - Barcelona, juny de 1957) fou un polític i advocat català, diputat a Corts Espanyoles i ministre durant la restauració borbònica.

## Biografia
Es llicencià en dret i el 1906 fou nomenat secretari del Centre Nacionalista Republicà. Quan aquest grup va formar part de la Solidaritat Catalana fou elegit diputat per Balaguer a les eleccions generals espanyoles de 1907, renovant l'escó fins al 1923. Va estar vinculat un temps a la Unió Federal Nacionalista Republicana i fou un dels signants del pacte de Sant Gervasi.
Participà en l'Assemblea de Parlamentaris de Barcelona de 1917, on va col·laborar amb la Lliga Regionalista i Francesc Cambó per a intentar forçar una modificació constitucional que posés fi al sistema de turnisme instaurat per Antonio Cánovas del Castillo. Tanmateix, arran de la vaga general de 1917 i l'acord de Cambó amb Alfons XIII, acceptà ocupar el càrrec de ministre d'instrucció pública i belles arts en el govern de concentració de Manuel García Prieto, però va dimitir el 1918 per les intromissions d'Alfons XIII.
A les eleccions generals espanyoles de 1936 fou novament elegit diputat per Barcelona pel Front Català d'Ordre. Durant la guerra civil espanyola va donar suport als sublevats. El 1939 representà el govern de Francisco Franco a París.